# Ерік Селвіґ
Ерік Селвіґ (англ. Erik Selvig) — вигаданий персонаж кіновсесвіту Marvel. Він є вченим-астрофізиком. Дебютував у фільмі «Тор» у якості другорядного героя і, подібно агенту Філу Колсону, не з'являвся раніше в коміксах або мультсеріалах. Далі був присутній у фільмах «Месники», «Тор: Царство темряви» і «Месники: Ера Альтрона». Його роль виконує шведський актор Стеллан Скашгорд. 
Пізніше, в 2016 році, персонаж з'явився в оригінальних коміксах Marvel Comics. 

## Появи

### Тор (2011)
Одного разу Джейн Фостер і Дарсі проводили науковий експеримент в пустелі. Погода погіршилася і, не побачивши цього, їхня вантажівка збила когось. Він представився скандинавським богом грому Тором. Дарсі, вирішивши, що він божевільний, відключила його електрошокером. Пізніше Щ.И.Т. вилучає усі записи досліджень, проведених Джейн Фостер. 
У сцені, де Джейн, Дарсі і Ерік сидять на даху, останній згадує свого знайомого спеціаліста по гамма-випромінюванню Брюса Баннера, який теж мав діло зі Щ.И.Т.. Брюс Баннер більш відомий глядачам як Галк. 
Джейн вирішила, що Тор зв'язаний з подіями, помічених в пустелі. Спершу доктор Селвіґ не вірив цьому. Пізніше він змінив свою думку і допоміг Тору втекти з дослідницького центру Щ.И.Т., де той прагнув повернути свій молот. Ерік назвав його своїм помічником Дональдом Блейком. Далі обоє здружилися, випивши пива у барі.
У сцені після титрів фільму, Нік Ф'юрі вербує Еріка для вивчення властивостей Тесеракту. Проте виявляється, що його розумом керує підступний Локі.

### Месники (2012)
Ерік Селвіґ і Соколине Око, яких контролював Локі, допомагають йому вкрасти Тесеракт. Коли Тесеракт відкрив портал і з нього з'явилась інопланетна армія чітаурі, Залізна людина ударяє Селвіґа, через що той втрачає свідомість. А коли прокидається, то перестає підкорятись Локі. Він розповідає Чорній Вдові, що портал можна закрити за допомогою скіпетра Локі, що вона і робить. Чітаурі та Локі зазнають поразки. Ерік передає Тесеракт Тору, який доставляє його в скарбницю Одіна.

### Тор: Царство темряви (2013)
Через вплив Локі на свідомість Еріка Селвіґа, його стан психічного здоров'я погіршився. Він почав голим бігати біля Стоунхенджу, за що його затримала поліція і вона ж доправила його у психлікарню. Там він розповідав свої наукові теорії про мультивсесвіт іншим пацієнтам. Опісля Дарсі та її асистент Ієн забирають Селвіґа з психлікарні.
Коли на Землі почалась Конвергенція і туди планували вторгнутися темні ельфи, Селвіґ і Фостер за допомогою своїх приладів зуміли відправити ельфів у інші світи.

### Месники: Ера Альтрона (2015)
Тор, після зустрічі з Багряною Відьмою, почав бачити видіння. Щоб зрозуміти їх сенс він зв'язався з Еріком. ￼Той доправив Тора у печеру з особливою водою. У видіннях Тор побачив камені вічності, що складаються у рукавицю і Віжна.

### Месники: Завершення (2019)
Ерік був зображений як загиблий від клацання пальцями Таноса у попередній частині «Месників». 5 років потому він все ж таки повернувся, завдяки повторному використанню каменів вічності Галком.

### Людина-павук: Далеко від дому (2019)
Дорогою у Венецію на літаку, Пітер Паркер (Людина-павук) обирає фільм для перегляду. Серед списку є документальна стрічка «Nova: Einstein Rosen Bridges». На обкладинці фільму зображений Ерік Селвіґ. Також його назва є відсилкою на персонажа Нова, якого давно хочуть ввести у кіновсесвіт Marvel. 

## Інші появи

### Комікси
- Ерік Селвіґ з'являється у коміксах, що є частиною кіновсесвіту Marvel — The Avengers Prelude: Fury's Big Week (укр. Месники. Прелюдія: Великий тиждень Ф'юрі) та Thor: Dark World Prelude (укр. Тор: Царство темряви. Прелюдія).
- Селвіґ як персонаж основного всесвіту коміксів Marvel дебютував у серії коміксів 2016 року Avengers: Standoff!. Він є данським лікарем і агентом Гідри в лавах Щ.И.Т., що працює в Приємному Пагорбі.[1] Разом з Бароном Земо за допомогою Кубіка він телепортується в Гімалаї.[2] Пізніше виявляється, що Кубік перетворила його на агента Гідри. Ерік жертвує собою, захищаючи її від Капітана Америки.

### Відеоігри
- Є іграбельним персонажем у грі Lego Marvel's Avengers.

## Створення
У жовтні 2009 року актор Стеллан Скашгорд підписав контракт з Marvel Studios на участь у п'ятьох фільмах кіновсесвіту Marvel. Основними причинами його участі у фільмі «Тор» стали співпраця з режисером Кеннетом Браною і актрисою Наталі Портман. Сцена після титрів фільму дала натяк, що персонаж з'явиться у майбутньому кросовері «Месники», що і сталось. Далі Скашгорд повторив роль у «Тор: Царство темряви» і «Месники: Ера Альтрона». 
У лютому 2015 року, актор розповів, що він може з'явитись у ще одному фільмі, але це буде точно не третя частина «Тора», а можливо ще якась частина «Месників». Далі персонаж фізично так і не фігурував, проте його зображення можна помітити у «Месниках: Завершення» і «Людині-павуці: Далеко від дому».